# NGC 5260
NGC 5260 ist eine balkenspiralförmige Seyfertgalaxie (Typ 2) vom Hubble-Typ SBbc im Sternbild Wasserschlange. Sie ist etwa 285 Millionen Lichtjahre von der Milchstraße entfernt.
Das Objekt wurde am 6. April 1885 von Lewis A. Swift entdeckt.